# Райзингер, Андреас
Андреас Райзингер (нем. Andreas Reisinger; 14 октября 1963, Вена) — австрийский футболист, игравший на позиции полузащитника.

## Карьера

### Клубная
Воспитанник школы команды «Фольдерс». Дебютировал в 1983 году в составе любительского клуба «Фаворитен», затем в 1986 году дебютировал в Бундеслиге Австрии в составе команды «Винер Шпорт-Клуб». Через три года перешёл в венский «Рапид», отыграл в составе «зелёно-белых» два сезона, а затем перешёл в зальцбургское «Казино», с которым выиграл чемпионат Австрии 1993/1994 и дошёл до финала Кубка УЕФА. После победы отправился в клуб «Форвертс» из Штейра (Верхняя Австрия), но не сыграл там ни матча. Завершал карьеру опять же в «Винер Шпорт-Клубе».

### В сборной
В сборной сыграл 10 матчей, участвовал в чемпионате мира 1990 года. Последнюю игру провёл 31 октября 1990 против Югославии (проигрыш 1:4). Самым известным матчем в его карьере стала печально известная австрийцам игра против Фарерских островов, сборной которых австрийцы умудрились проиграть 0:1.